# Chromidotilapia nana
Chromidotilapia nana är en fiskart som beskrevs av Anton Lamboj 2003. Chromidotilapia nana ingår i släktet Chromidotilapia och familjen Cichlidae. IUCN kategoriserar arten globalt som otillräckligt studerad. Inga underarter finns listade i Catalogue of Life.